# Oscar Orefici
Oscar Orefici (* 13. Juli 1946 in Rom; † 26. Oktober 2014) war ein italienischer Journalist, Autor und Filmemacher des Automobilrennsports.

## Leben
Oscar Orefici beschäftigte sich seit Beginn seiner Karriere mit Themen des Motorsports und speziell der Formel 1. Ende der 1970er Jahre war er als Koregisseur an zwei im Kino gelaufenen Dokumentationen über das Rennsportmilieu beteiligt, die er mit Mario Morra und anderen realisierte. Im neuen Jahrtausend arbeitete er für Sky Italia und drehte zahlreiche Dokumentationen über Themen des Motorsports. Auch in Printmedien hatte Orefici zahlreiche Publikationen vorzuweisen, so 1988 eine Biografie über Enzo Ferrari, die er 2007 erweiterte und in neuer Form präsentierte.

## Filmografie (Auswahl)
- 1978: Speed Fever (Formula 1 – La febbre di velocità) (Koregie, Ko-Drehbuch)
- 1980: Pole Position – i guerrieri della formula 1 (Koregie)